# Iveco Urbanway
Der Iveco Urbanway ist ein niederfluriger Stadtbus, der seit 2013 von Iveco Bus produziert wird. Die Produktion erfolgt im französischen Werk Annonay und im tschechischen Werk Vysoké Mýto.

## Geschichte

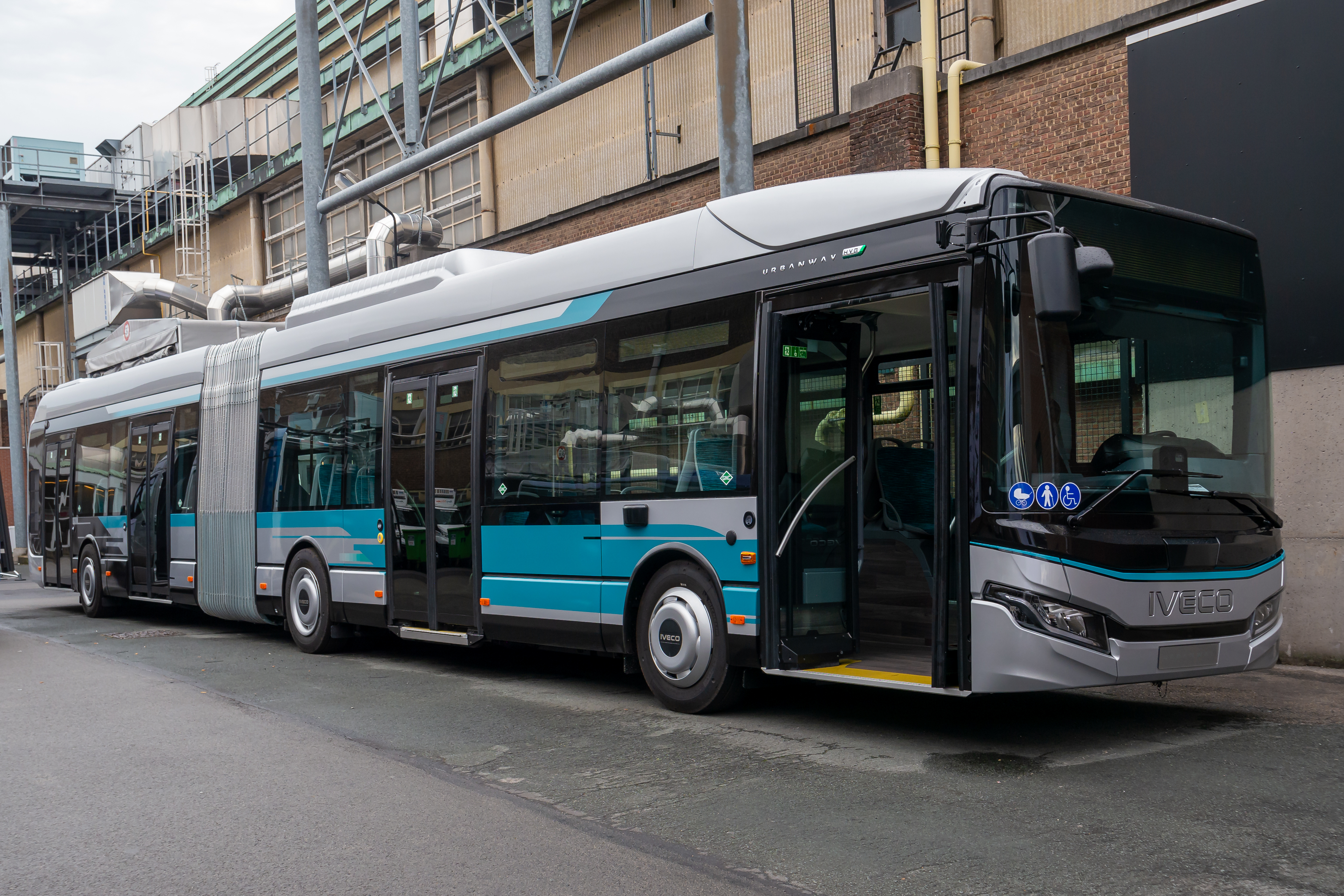
Iveco Urbanway 18 der 2. Generation

Der Urbanway ist der Nachfolger des Irisbus Citelis. Er wurde im Mai 2013 auf der UITP-Messe in Genf und 2013 auf der Busworld Kortrijk vorgestellt. Trotz seiner Ähnlichkeiten zu seinem Vorgänger ist der Urbanway leichter und geräumiger. Weiterhin hat er ein neues Front- und Rücklichtsystem erhalten. Der Urbanway erfüllt mit seinem Verbrennungsmotor im Heck die europäische Schadstoffnorm Euro VI. Der Urbanway kam 2014 auf den Markt und wurde zunächst in Frankreich, Spanien, Tschechien, Slowakei und in Italien eingeführt.

### 2. Generation
2023 wurde die zweite Generation des Urbanways vorgestellt. Sie verfügt unter anderem über eine neue Frontgestaltung.

## Produktion und Betrieb
Iveco Urbanway 10,5
Bei dem Iveco Urbanway 10,5 handelt es sich um einen 10,5 Meter langen Midibus, der mit einem Tector-7-Dieselmotor bestellt werden kann. Alternativ kann auch ein Cursor-8-CNG-Motor für komprimiertes Erdgas bestellt werden. Er ist mit zwei oder drei Doppelflügel-Türen lieferbar.
Iveco Urbanway 12
Bei dem Iveco Urbanway 12 handelt es sich um einen 12 Meter langen Solobus, der sowohl mit einem Tector-7-Dieselmotor als auch einem Cursor-9-Dieselmotor bestellt werden kann. Alternativ kann auch ein Cursor-8-CNG-Motor oder ein Hybridantrieb bestellt werden. Er ist mit zwei oder drei Doppelflügel-Türen lieferbar.
Iveco Urbanway 18
Bei dem Iveco Urbanway 18 handelt es sich um einen 18 Meter langen Gelenkbus, der mit einem Cursor-9-Dieselmotor bestellt werden kann. Alternativ kann auch ein Cursor-8-CNG-Motor, ein Hybridantrieb oder ein Elektroantrieb bestellt werden. Er ist mit drei oder vier Doppelflügel-Türen lieferbar.

## Motoren
- Iveco Tector 7 – 6,7-Liter-Reihen-Sechszylinder-Dieselmotor mit Turbolader und Ladeluftkühler, Euro VI
- Iveco Cursor 9 – 8,7-Liter-Reihen-Sechszylinder-Dieselmotor mit Turbolader und Ladeluftkühler, Euro IV

## Galerie

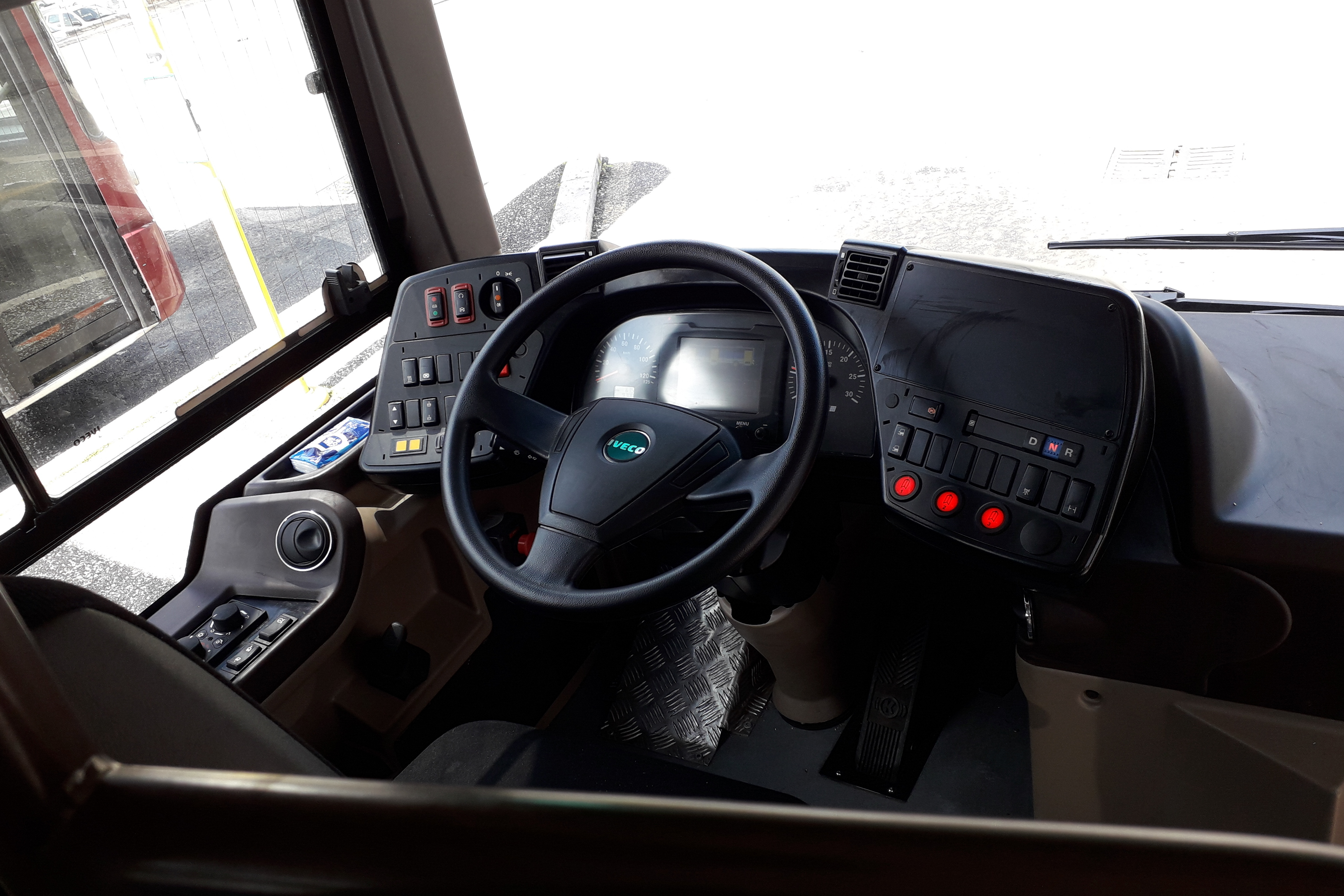
Fahrerarbeitsplatz 1. Generation
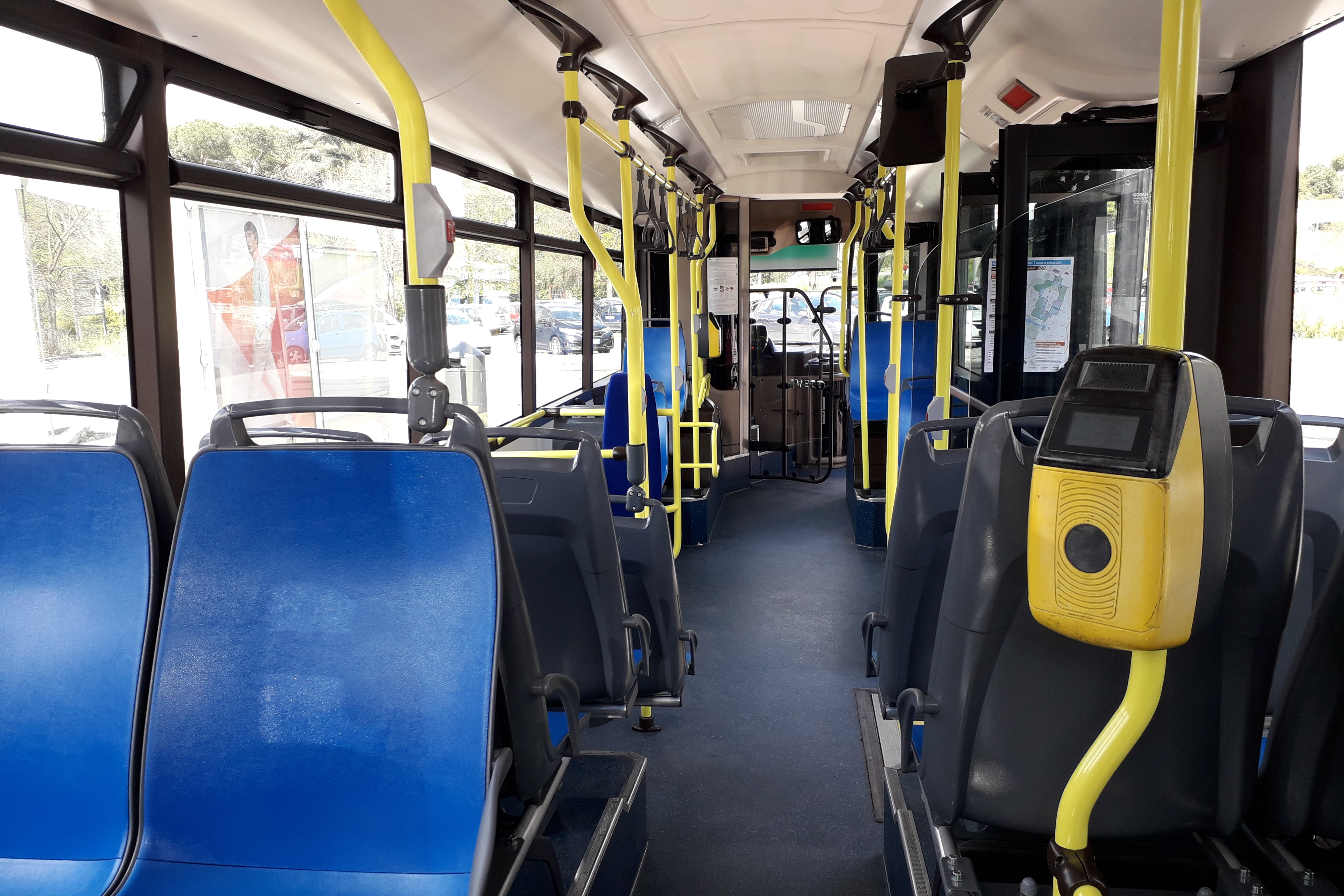
Innenraum 1. Generation
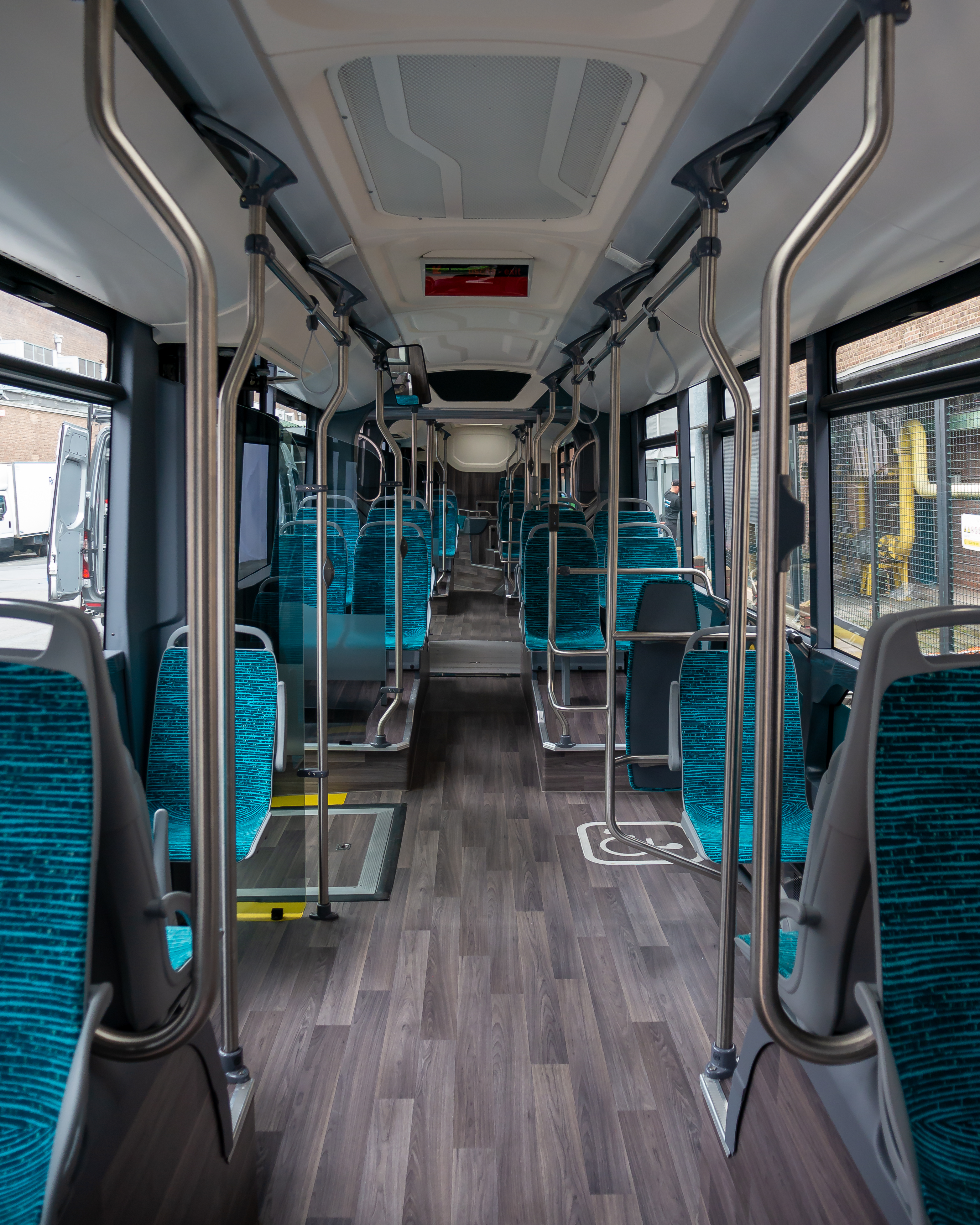
Innenraum 2. Generation
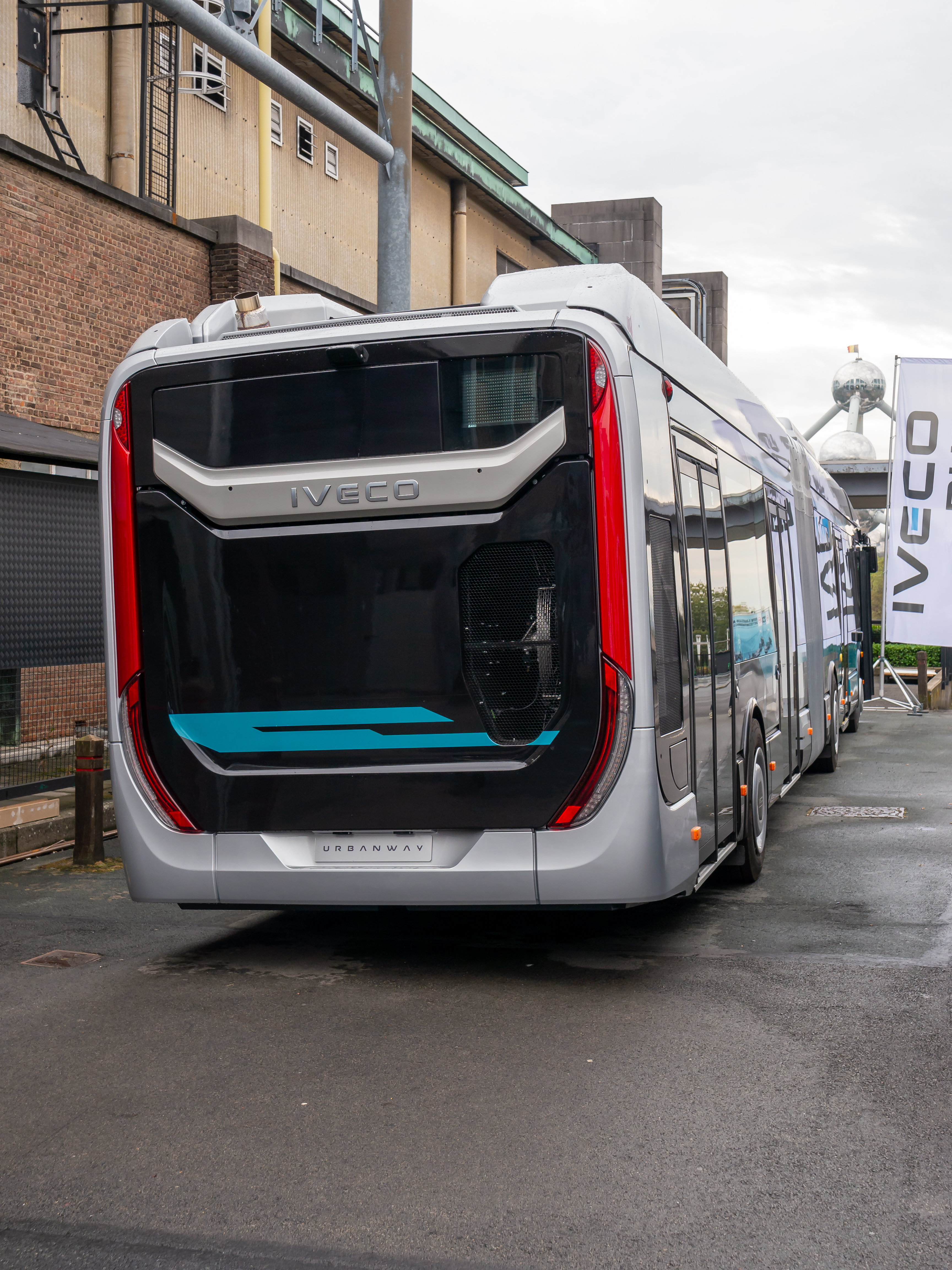
Heck 2. Generation